# کاستاریکا در المپیک تابستانی ۲۰۲۴
کاروان المپیکی کاستاریکا، یکی از کاروان‌های شرکت‌کننده در بازی‌های المپیک تابستانی ۲۰۲۴ بود. این دوره از بازی‌ها از ۲۶ ژوئیه تا ۱۱ اوت ۲۰۲۴ (۵ تا ۲۱ امرداد ۱۴۰۳ خورشیدی) به میزبانی پاریس، پایتخت فرانسه برگزار شد. این حضور، هفدهمین حضور کاروان کاستاریکا در المپیک پس از نخستین حضور در سال ۱۹۳۶ بود. در پایان این دوره، ورزشکاران این کاروان موفق به کسب مدال نشدند.

## شرکت‌کنندگان
فهرست زیر به ورزشکاران این کاروان اشاره دارد.
| ورزش        | مردان | زنان | مجموع |
| ----------- | ----- | ---- | ----- |
| دو و میدانی | ۱     | ۰    | ۱     |
| دوچرخه‌سواری | ۰     | ۱    | ۱     |
| جودو        | ۱     | ۰    | ۱     |
| موج‌سواری    | ۰     | ۱    | ۱     |
| شنا         | ۱     | ۱    | ۲     |
| مجموع       | ۳     | ۳    | ۶     |